# Stigmaeus confusus
Stigmaeus confusus är en spindeldjursart som beskrevs av Charles Thorold Wood 1967. Stigmaeus confusus ingår i släktet Stigmaeus och familjen Stigmaeidae. Inga underarter finns listade i Catalogue of Life.